# Бахта (Туруханский район)
Бахта  — посёлок и речная пристань в среднем течении реки Енисей в Туруханском районе Красноярского края.

## Население
| 2010 |
| ---- |
| 220  |

## Культура
- "Музей таёжных традиций — традиционных промыслов Сибири" (основан в 2013)[3]

## Известные люди
- Михаил Тарковский, прозаик, поэт (род. 1958). Книги «Замороженное время», «За пять лет до счастья», «Енисей, отпусти!», «Тойота-Креста», документальный фильм «Замороженное время» (2014). Работал охотником-промысловиком, живёт в селе[4].

## Интересные факты
В 2005 году на основе быта и жизни жителей села была снята серия документального сериала «Счастливые люди», который вышел на экраны в 2007 году.